# Tycherus dodecellae
Tycherus dodecellae är en stekelart som beskrevs av Ranin 1983. Tycherus dodecellae ingår i släktet Tycherus och familjen brokparasitsteklar. Inga underarter finns listade i Catalogue of Life.